# حوزه انتخابیه هفتم واشینگتن
حوزه انتخابیه هفتم واشینگتن یک حوزه انتخابیه مجلس نمایندگان آمریکا است که در ایالت واشینگتن قرار دارد.